# Lawn (Teksas)
Lawn je gradić u američkoj saveznoj državi Teksas. Prema popisu stanovništva iz 2010. u njemu je živjelo 314 stanovnika.